# Aleksandra Danska
Aleksandra od Danske, punim imenom  Alexandra Caroline Marie Charlotte Louise Julia (Kopenhagen, 1. prosinca 1884. – Windsor, 20. studenog 1925.) bila je kraljica Ujedinjenog Kraljevstva Velike Britanije i Irske i indijska carica kao supruga britanskoga kralja Eduarda VII.
Dolazi iz vladarske dinastije Schleswig-Holstein-Sonderburg-Glücksburg, koja nije bila poznata sve dok njezin otac, Kristijan IX., nije na danskom prijestolju naslijedio strica Frederika VII. Sa šesnaest godina bila je predodređena za udaju za Eduarda VII., prijestolonasljednika kraljice Viktorije. Vjenčali su se 18 mjeseci kasnije, 1863. godine, iste godine kada je i njezin otac postao danski kralj, a njezin brat, Đuro I., zasjeo na grčko prijestolje. Naslov waleške kraljevne nosila je od svoje udaje 1863. do siječnja 1901., duže od svih drugih kraljevni u engleskoj povijesti.
Bila je vrlo poznata i cijenjena zbog modne osviještenosti i načina odijevanja. Nikad nije imala značajnu političku moć, zbog čega je nekoliko puta neuspješno lobirala kod britanskih ministara za razvitak boljih međudržavnih odnosa s Danskom i Grčkom. Njezina vladarska uloga nije bila politička, nego društveno-korisna; bila je poznata po volontiranju i predanom humanitarnom radu.
Nakon smrti kraljice Viktorije, 9. kolovoza 1902. okrunjena je za kraljevnu Ujedninjenog Kraljevstva Velike Britanije i Irske. Samim time postala je kraljevna svih britanskih dominiona i kolonijalni posjeda, a nosila je i naslov indijske carice. Nije vjerovala svome nećaku Vilimu II., kasnije njemačkom caru, te je za vrijeme Prvog svjetskoga rata stala na stranu svoga sina Đure V., koji je od 1910. obnašao dužnost britanskoga kralja. Većina povjesničara smatra kako je to učinila zbog sumnje u njemačke pretenzije za teritorijalnim širenjem u Danskoj, koje su se kasnije obistinile i u Drugom svjetskom ratu.